# Kosy (obwód winnicki)
Kosy (ukr. Коси) – wieś na Ukrainie, w obwodzie winnickim, w rejonie czerniweckim, w radzie wiejskiej Łozowe.

## Geografia
Miejscowość leży na lewym brzegu rzeki Łozowa.

## Historia
Joanna Barbara, córka Tomasza Zamoyskiego, kanclerza wielkiego koronnego i właściciela dóbr czerniejowskich, wniosła Kosy w posagu Aleksandrowi Koniecpolskiemu.
W 1728 Jerzy Aleksander Lubomirski nadał wieś kościołowi w Czerniejowcach. Proboszcz wnosił z Kos pobór w wysokości 51 dymów.
W XIX w. Kosy były wsią rządową w gminie Babczyńce w powiecie jampolskim guberni podolskiej Imperium Rosyjskiego. Miejscowość liczyła 660 mieszkańców. Znajdowała się tu drewniana cerkiew św. Michała.